# Hypomyces australis
Hypomyces australis är en svampart som först beskrevs av Jean François Montagne, och fick sitt nu gällande namn av Franz Xaver von Höhnel 1910. Hypomyces australis ingår i släktet Hypomyces och familjen Hypocreaceae.   Inga underarter finns listade i Catalogue of Life.